# Hangzhoubukten

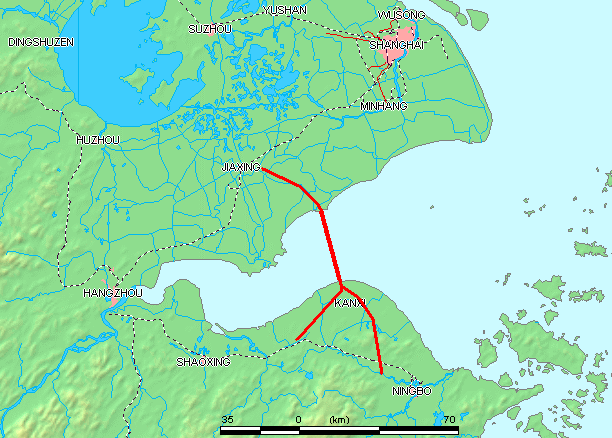
Karta över Hangzhoubukten, med bron som spänner över den inritad i rött.

Hangzhoubukten (traditionell kinesiska: 杭州灣?, förenklad kinesiska: 杭州湾?, pinyin: Hángzhōu Wān) är en vik i Kina. Den ligger söder om Shanghai i provinsen Zhejiang, i den östra delen av landet, där Qiantangfloden rinner ut i Östkinesiska havet.
Över bukten sträcker sig bron över Hangzhoubukten, en av världens längst broar.